# Дрю Дауті
Дрю Дауті (англ. Drew Doughty; 8 грудня 1989, м. Лондон, Канада) — канадський хокеїст, захисник. Виступає за «Лос-Анджелес Кінгс» у Національній хокейній лізі.
Виступав за «Гелф Сторм» (ОХЛ), «Лос-Анджелес Кінгс».
В чемпіонатах НХЛ — 975 матчів (125+411), у турнірах Кубка Стенлі — 84 матчів (16+35).
У складі національної збірної Канади учасник зимових Олімпійських ігор 2010 і 2014 (13 матчів, 4+4), учасник чемпіонату світу 2009 (9 матчів, 1+6). У складі молодіжної збірної Канади учасник чемпіонату світу 2008. У складі юніорської збірної Канади учасник чемпіонату світу 2007.
Досягнення
- Олімпійський чемпіон (2010, 2014)
- Володар Кубка Стенлі (2012, 2014)
- Срібний призер чемпіонату світу (2009)
- Переможець молодіжного чемпіонату світу (2008).
- Володар Кубка світу (2016).